# 스픈투게오르게

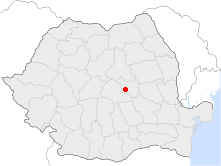
스픈투게오르게의 위치

스픈투게오르게(루마니아어: Sfântu Gheorghe, 헝가리어: Sepsiszentgyörgy 세프시센트죄르지[*], 이디시어: סנט דשזארדזש)는 루마니아 중부와 트란실바니아 지방에 위치한 도시로, 코바스나 주의 주도이며 인구는 61,543명(2002년 기준)이다.
도시 전체 인구 가운데 75%는 헝가리인이며 루마니아인은 전체 인구의 23%, 로마인은 전체 인구의 1.5%를 차지한다. 경제는 직물 산업이 주를 이룬다.

## 인구
| 연도              | 인구   | ±%     |
| ----------------- | ------ | ------ |
| 1912              | 8,665  | —      |
| 1930              | 10,818 | +24.8% |
| 1948              | 14,224 | +31.5% |
| 1956              | 17,638 | +24.0% |
| 1966              | 20,768 | +17.7% |
| 1977              | 40,804 | +96.5% |
| 1992              | 68,359 | +67.5% |
| 2002              | 61,512 | −10.0% |
| 2011              | 54,312 | −11.7% |
| 출처: Census data |        |        |